# Burnout (игра, 2001)
Burnout — видеоигра в жанре аркадных автогонок с элементами гонок на выживание, разработанная студией Criterion Games и изданная компанией Acclaim Entertainment для игровой приставки PlayStation 2 в 2001 году. В 2002 году были выпущены версии игры для GameCube и Xbox. Burnout положила начало одноимённой серии игр.
Burnout получила довольно высокие оценки от прессы. Осенью 2002 года было выпущено продолжение — Burnout 2: Point of Impact.

## Игровой процесс
Burnout представляет собой аркадную гоночную игру, выполненную в трёхмерной графике. Игра сосредотачивается на гонках с уклоном на аварии и опасное вождение, заставляя игрока применять агрессивный стиль вождения и быть предельно внимательным при прохождении поворотов. Машины в игре представлены вымышленными моделями, отчасти напоминающими реальные автомобили, и получают реалистичные повреждения в результате столкновений.
В игре представлено восемь режимов соревнований:
- чемпионат, состоящий из одной или трёх гонок (Championship);
- одиночная гонка с тремя оппонентами под управлением компьютера (Single Race);
- гонка со вторым игроком с возможностью выбора числа компьютерных соперников и уровня сложности (Head To Head);
- одиночная гонка на время без компьютерных соперников (Time Attack);
- гонка один на один с соперником, управляемым ИИ (Face Off);
- выживание, в котором игроку для победы необходимо завершить гонку без единой аварии (Survival);
- одиночная гонка без трафика на дорогах (Free Run);
- гонка со вторым игроком без трафика на дорогах с возможностью выбора числа компьютерных соперников и уровня сложности (Free Run Twin).

По мере прохождения чемпионатов игроку открывается доступ ко всем остальным режимам.
Автопарк в игре представлен девятью автомобилями, четыре из которых становятся доступны только после прохождения определённого заезда один на один. При выборе машины для гонки можно изменить её цвет и выбрать автоматическую или ручную коробку передач.

## Оценки и мнения
| Сводный рейтинг    | Сводный рейтинг | Сводный рейтинг | Сводный рейтинг |
| Издание            | Оценка          | Оценка          | Оценка          |
| Издание            | GC              | PS2             | Xbox            |
| ------------------ | --------------- | --------------- | --------------- |
| GameRankings       | 79,11 %         | 80,29 %         | 78,37 %         |
| Game Ratio         | 78 %            | 74 %            | 74 %            |
| Metacritic         | 78/100          | 79/100          | 75/100          |
| MobyRank           | 77/100          | 77/100          | 76/100          |
| Иноязычные издания |                 |                 |                 |
| Издание            | Оценка          | Оценка          | Оценка          |
| Издание            | GC              | PS2             | Xbox            |
| AllGame            | [ 12 ]          | [ 13 ]          | [ 14 ]          |
| Edge               | N/A             | 8/10            | N/A             |
| EGM                | 8/10            | 7/10            | 8/10            |
| Eurogamer          | 8/10            | 8/10            | N/A             |
| Game Informer      | 7,75/10         | 7,75/10         | 7,75/10         |
| GamePro            | [ 24 ]          | [ 25 ]          | [ 26 ]          |
| GameRevolution     | N/A             | C−              | N/A             |
| GameSpot           | 7,3/10          | 8/10            | 7,3/10          |
| GameSpy            | [ 31 ]          | 83 %            | N/A             |
| GameZone           | 8,5/10          | 7,8/10          | 8,5/10          |
| IGN                | 7,8/10          | 8,6/10          | 7,6/10          |
| Nintendo Power     | 4,5/5           | N/A             | N/A             |
| OPM                | N/A             | [ 40 ]          | N/A             |
| OXM                | N/A             | N/A             | 8/10            |
| FHM                | N/A             | [ 42 ]          | N/A             |

Burnout получила в основном положительные отзывы от критиков. На сайте Metacritic средняя оценка игры составляет 79/100 в версии для PlayStation 2, 78/100 для GameCube и 75/100 для Xbox. Схожая статистика опубликована на GameRankings: 80,29 % для PlayStation 2, 79,11 % для GameCube и 78,37 % для Xbox.
К достоинствам обозреватели относили игровой процесс и аварии. Основными недостатками игры журналисты называли ограниченное число попыток повторения гонки в режиме чемпионата, а также единственный для всех режимов тип гонки из трёх кругов.